# Zombrus nigripennis
Zombrus nigripennis är en stekelart som först beskrevs av Joseph Kriechbaumer 1894.  Zombrus nigripennis ingår i släktet Zombrus och familjen bracksteklar. Inga underarter finns listade i Catalogue of Life.